# 岩船沖油ガス田
岩船沖油ガス田（いわふねおきゆガスでん）とは、新潟県胎内市の沖合約4kmに位置する海洋油ガス田である。2014年までに日本国内の海域では、4ヶ所の油ガス田が開発されたが、操業を継続しているのは、岩船沖油ガス田のみとなっている。プラットフォームの設置深度は36メートル程度となっている。石油資源開発、日本海洋石油資源開発、三菱ガス化学、新潟石油開発の四社により共同開発された。

## 歴史
- 1983年 ボーリング調査により海底2,000～2,500メートル地点で油田、ガス田が確認される[1]。
- 1990年 洋上プラットフォームを建設し、生産が開始される[1]。
- 2001年 出光オイルアンドガス開発株式会社が撤退する。
- 2006年 鉱区を拡大するため、海底4,000メートルへの試掘に着手する。3,500メートル付近で評価に耐えうる貯油層が発見される。

## 生産量
第三紀の砂岩層が貯油層となっており、採掘深度は約1,400から3,000m。
2016年度の年間生産量は、原油88,000キロリットル（国内2位）、天然ガス178百万立方メートル（国内3位）となっている。